# Цзидун
Цзиду́н (кит. упр. 鸡东, пиньинь Jīdōng, буквально: «к востоку от горы Цзигуаньшань») — уезд городского округа Цзиси провинции Хэйлунцзян (КНР).

## История
Когда в начале XX века в Маньчжурии были установлены структуры гражданского управления, то в 1908 году здесь была образована Мишаньская управа (密山府).
После Синьхайской революции в Китае была изменена система управления, и в 1913 году Мишаньская управа была преобразована в уезд Мишань (密山县) провинции Гирин.
В 1931 году Маньчжурия была оккупирована японскими войсками, а в 1932 году было образовано марионеточное государство Маньчжоу-го. В сентябре 1941 года властями Маньчжоу-го был образован уезд Цзинин (鸡宁县), и территория современного уезда Цзидун оказалась разделённой между уездами Цзинин и Мишань.
В 1945 году Маньчжурия была освобождена Советской армией. В 1949 году уезд Цзинин был переименован в Цзиси. В 1957 году уезд Цзиси был преобразован в городской округ, при этом волость Синнун была передана уезду Боли.
1 января 1965 года из частей уезда Мишань, уезда Боли и городского округа Цзиси был создан уезд Цзидун в составе Специального района Муданьцзян (牡丹江专区). 3 сентября 1983 года уезд Цзидун был переведён в состав городского округа Цзиси.

## Административное деление
Уезд Цзидун состоит из 8 посёлков и 3 волости.
| №  | Название | Название (кит.) | Статус  | Население чел. (2010) | На карте                         |
| -- | -------- | --------------- | ------- | --------------------- | -------------------------------- |
| 1  | Цзидун   | 鸡东镇          | поселок | 87766                 | 45°15′04″ с. ш. 131°08′05″ в. д. |
| 2  | Дунхай   | 东海镇          | поселок | 25127                 | 45°17′19″ с. ш. 131°18′42″ в. д. |
| 3  | Пинъян   | 平阳镇          | поселок | 21529                 | 45°11′22″ с. ш. 131°15′06″ в. д. |
| 4  | Йонъань  | 永安镇          | поселок | 19230                 | 45°20′22″ с. ш. 131°27′49″ в. д. |
| 5  | Сялянцзы | 下亮子乡        | волость | 19229                 | 45°12′32″ с. ш. 131°20′53″ в. д. |
| 6  | Юнхэ     | 永和镇          | поселок | 18482                 | 45°09′45″ с. ш. 131°11′41″ в. д. |
| 7  | Хада     | 哈达镇          | поселок | 18392                 | 45°20′38″ с. ш. 131°07′27″ в. д. |
| 8  | Сянъян   | 向阳镇          | поселок | 17422                 | 45°13′49″ с. ш. 131°30′27″ в. д. |
| 9  | Синнун   | 兴农镇          | поселок | 16848                 | 45°30′11″ с. ш. 130°56′54″ в. д. |
| 10 | Миндэ    | 明德乡          | волость | 7345                  | 45°15′39″ с. ш. 131°30′15″ в. д. |
| 11 | Цзилинь  | 鸡林乡          | волость | 5657                  | 45°15′19″ с. ш. 131°13′03″ в. д. |

## Соседние административные единицы
Уезд Цзидун на востоке граничит с Российской Федерацией, на северо-востоке — с городским уездом Мишань, на северо-востоке — с городским уездом Хулинь, на северо-западе — с городским округом Шуанъяшань, на западе — с городским округом Цитайхэ, на юго-западе — с районами Дидао, Чанцзыхэ, Цзигуань и Хэншань, на юге — с городским округом Муданьцзян.